# سیمون روسو
سیمون روسو (انگلیسی: Simone Rosso؛ زادهٔ ۱۰ نوامبر ۱۹۹۵) بازیکن فوتبال اهل ایتالیا است.
از باشگاه‌هایی که در آن بازی کرده‌است می‌توان به باشگاه فوتبال پرو ورچلی، باشگاه فوتبال برشا، و باشگاه فوتبال تورینو اشاره کرد.
وی همچنین در تیم ملی فوتبال زیر ۲۰ سال ایتالیا بازی کرده‌است.